# X-COM
X-COM of XCOM is een computerspelserie over een fictieve internationale organisatie die tot taak heeft de aarde te beschermen tegen invasies van buitenaardse wezens.

## Beschrijving
Het eerste spel in de serie verscheen in 1994. Een reboot werd in 2012 uitgebracht onder de titel XCOM: Enemy Unknown en kreeg twee vervolgdelen in 2013 en in 2016.
De spelreeks kent verschillende genres, waaronder (turn-based) strategie, simulatie, first-person shooter, actierollenspel en actie-avontuur.

## Spellen
| Jaar van uitgave | Titel                                                         | Platforms                                         | Ontwikkelaar                           | Uitgever   |
| ---------------- | ------------------------------------------------------------- | ------------------------------------------------- | -------------------------------------- | ---------- |
| 1994             | X-COM: Enemy Unknown (in de VS bekend als X-COM: UFO Defense) | Amiga, CD32, DOS, PlayStation, Windows            | Mythos Games MicroProse                | MicroProse |
| 1995             | X-COM: Terror from the Deep                                   | DOS, PlayStation, Windows                         | MicroProse                             | MicroProse |
| 1997             | X-COM: Apocalypse                                             | DOS, Windows                                      | Mythos Games MicroProse                | MicroProse |
| 1998             | X-COM: Interceptor                                            | Windows                                           | MicroProse                             | MicroProse |
| 1999             | X-COM: First Alien Invasion                                   | Windows                                           | Hasbro Interactive                     | Hasbro     |
| 2001             | X-COM: Enforcer                                               | Windows                                           | Hasbro Interactive                     | Infogrames |
| 2012             | XCOM: Enemy Unknown (reboot in de serie)                      | Android, iOS, Linux, OS X, PS3, Windows, Xbox 360 | Firaxis Games                          | 2K Games   |
| 2013             | The Bureau: XCOM Declassified                                 | OS X, PS3, Windows, Xbox 360                      | Irrational Games 2K Australia 2K Marin | 2K Games   |
| 2013             | XCOM: Enemy Within (uitbreiding van XCOM: Enemy Unknown)      | Android, iOS, Linux, OS X, PS3, Windows, Xbox 360 | Firaxis Games                          | 2K Games   |
| 2016             | XCOM 2 (opvolger van XCOM: Enemy Unknown)                     | Linux, MacOS, PlayStation 4, Windows, Xbox One    | Firaxis Games                          | 2K Games   |
| 2017             | XCOM 2: War of the Chosen (uitbreiding van XCOM 2)            | Linux, MacOS, PlayStation 4, Windows, Xbox One    | Firaxis Games                          | 2K Games   |
| 2020             | XCOM: Chimera Squad                                           | Windows                                           | Firaxis Games                          | 2K Games   |

## Overige media
Er zijn twee novelles verschenen in de serie, genaamd X-COM: UFO Defense - A Novel (1995) en Enemy Unknown uit 1997. De reboot-serie kent ook een novelle, genaamd XCOM2: Resurrection uit 2015.